# (18124) Leeperry
(18124) Leeperry (2000 NE28) – planetoida z pasa głównego asteroid okrążająca Słońce w ciągu 3,59 lat w średniej odległości 2,34 j.a. Odkryta 3 lipca 2000 roku.